# Lukács Péter (sakkozó)
Lukács Péter (Budapest, 1950. július 9. –) magyar sakkozó, nemzetközi nagymester, magyar bajnok, sakkolimpikon, BEK-győztes, sakkedző.

## Sakkpályafutása
Az 1970-es és 1980-as évek egyik legjobb magyar sakkozója.
1976-ban kapta meg a nemzetközi mesteri címet, 1986-ban érte el a nemzetközi nagymester fokozatot.
1977-ben, 1980-ban és 1992-ben tagja volt az Európa-bajnokságon szereplő magyar válogatottnak. 1977-ben és 1980-ban a csapat a 2. helyen végzett.
A Magyar sakkbajnokságon 1978-ban 2-3., 1979-ben 2-4. helyen végzett, 1980-ban arany 1982-ben ezüst, 1996-ban bronzérmet szerzett.
1982-ben kvalifikálta magát a Herkulesfürdőn rendezett világbajnokjelölti zónaversenyre, ahol a 4. helyet szerezte meg.
1982-ben csapatával, a Budapesti Spartacusszal a Bajnokcsapatok Európa Kupájában az 1. helyet szerezte meg.
1989-ben tagja volt a csapatvilágbajnokságon 4. helyezést elért magyar válogatottnak.
2011. július óta nem játszott a Nemzetközi Sakkszövetség (FIDE) által jegyzett versenyjátszmát. Élő-pontértéke azóta 2404. A legmagasabb Élő-pontszámát, 2520-at 1987. júliusban és 1997. júliusban érte el. 1987. júliusban ezzel a pontszámmal a világranglistán holtversenyben a 90-99. helyen állt, a magyar ranglistán a 6-7. helyet foglalta el.
Borisz Gelfanddal már több, mint 20 éve dolgozik együtt, mint megnyitáselméleti tanácsadó.
Az utóbbi években eredményes edzői tevékenységet folytat. Ő volt az edzője - többek között - Polgár Zsuzsa, Prohászka Péter, Ruck Róbert és Bánusz Tamás nagymestereknek. A fiatal nagymesterek közül edzette Ács Pétert, Erdős Viktort és Berkes Ferencet, Gonda Lászlót, Fodor Tamást és Szabó Krisztiánt is. Jelenleg is együtt dolgozik Rapport Richárddal.
Négy alkalommal választotta a Magyar Sakkszövetség az "Év ifjúsági edzőjének".

## Kiemelkedő versenyeredményei
- 1974: 1. helyezés (Budapest)
- 1974: 1-3. helyezés (Hradec Kralové)
- 1976: 1. helyezés (Ybbs)
- 1977: 1. helyezés (Pernik)
- 1983: 1. helyezés (Helsinki)
- 1983: 1. helyezés (Bukarest)
- 1983: 2. helyezés (Cienfuegos) Capablanca emlékverseny (B-verseny)
- 1985: 1-2. helyezés (Vrnjacka Banja)
- 1985: 2. helyezés (Maribor)
- 1986: 1-2. helyezés (Havanna)
- 1986: 1-2. helyezés (Polanica Zdroj)[11]
- 1987: 1. helyezés (Budapest)
- 1987: 3-4. helyezés (Vrnjacka Banja)
- 1987: 2-3. helyezés (Sesimbra)
- 1988: 2. helyezés (Almada)
- 1989: 2. helyezés (Lillafüred)
- 1990: 1-2. helyezés (Miskolc)
- 1991: 1. helyezés (Montpellier)
- 1991: 1-2. helyezés (Kecskemét)
- 1993: 2. helyezés (Budapest) Lékó Péter mögött
- 1994: 1-2. helyezés (Budapest)
- 1999: 1-2. helyezés (Budapest)

## Díjai, elismerései
- Az "Év ifjúsági edzője" 2006, 2007, 2008, 2009